# ERT World
ERT World è un canale satellitare in lingua greca edito da ERT (Ellinikí Radiofonía Tileórasi). La programmazione è composta principalmente da news, fiction, documentari e eventi sportivi. Buona parte della programmazione è trasmessa in 16:9 anamorfico.

## Eventi sportivi
Gli eventi sportivi trasmessi da ERT World sono:
- Programmi selezionati da tutti e tre i canali televisivi di ERT
- Campionato greco di basket
- Super League Greece (solo in Nord America e Australia) con tutte le partite casalinghe di Paok Salonicco, Olympiakos, Atromitos, Larissa, Asteras Tripolis e dello Skoda Xanthi.